# Чорна рада (1663)
Ні́жинська чо́рна ра́да — козацька чорна рада, що відбулася 17—18 (27—28) червня 1663 року на околицях міста Ніжина для елекції гетьмана Війська Запорозького на Лівобережжі під протекторатом Московського царства. Рада була скликана за наказом царя Олексія Михайловича. Основними претендентами на гетьманство були наказний гетьман Яким Сомко та «кошовий гетьман» Іван Брюховецький. Повноважним гетьманом було обрано останнього в результаті інтриг серед козацтва та політики Московії стосовно України. Невдовзі інших претендентів, Сомка та впливового ніжинського полковника Василя Золотаренка, разом з багатьма їхніми сподвижниками було обвинувачено у зраді перед царем і страчено. Ще більше старшин було відправлено на заслання у Сибір. «Клан Хмельницьких» зазнав невиправних втрат. Невдовзі новообраним гетьманом були підписані Батуринські статті, а на Переяславщині спалахнуло повстання.

## Передумови
По смерті Богдана Хмельницького 1657 року почався період, який історики називають «Руїна». Іван Виговський на старшинській раді обрався наказним гетьманом, що деякі історики козацтва розглядають як державний переворот проти наступника Богдана, його сина Юрія. Виговський круто змінив зовнішню політику держави. Оскільки Березневі статті Богдана Хмельницького перестали діяти, то гетьман 6 (16) вересня 1658 року разом із Річчю Посполитою уклали Гадяцький договір. За ним Україна (під назвою «Велике князівство Руське») мала дістати ті ж права, що й Велике князівство Литовське чи Корона Королівства Польського, і приєднатися до Речі Посполитої як рівноправний член конфедерації («Речі Посполитої Трьох Народів»). Однак угода залишилася лише на папері, оскільки проти неї виступила і частина шляхти, що ратифікувала на сеймі урізаний варіант договору, і частина козацтва, що повстала проти гетьмана. Московія ж, після поразки підтриманого нею повстання Пушкаря та Барабаша, почала військову інтервенцію, яка згодом переросла у громадянську війну на Гетьманщині. Козацька опозиція, що складалася з противників прийнятого Сеймом варіанту угоди, зробила своїм лідером молодшого сина Богдана Хмельницького, Юрія Хмельницького.
| Козацькі ради, що передували подіям у Ніжині                        | Козацькі ради, що передували подіям у Ніжині |
| Місце:                                                              | Дата:                                        |
| ------------------------------------------------------------------- | -------------------------------------------- |
| Германівка —                                                        | 1659 10 (20 вересня)                         |
| Позбавлення булави Івана Виговського                                |                                              |
| Урочище Маслів Став під Росавою —                                   | 1659 23—24 вер. (3—4 жовтня)                 |
| Гетьманом обох берегів Дніпра обрано Юрія Хмельницького             |                                              |
| Жердева долина —                                                    | 1659 жовтень                                 |
| Розроблено «Жердівські статті»                                      |                                              |
| Переяслав — (Друга Переяславська рада)                              | 1659 жовтень                                 |
| Підписано «Переяславські статті»                                    |                                              |
| Переяслав —                                                         | 1660 29 жовтня (8 листопада)                 |
| Якима Сомка обрано переяславським полковником                       |                                              |
| Бикове поле —                                                       | 1661 28 квітня (8 травня)                    |
| Елекція не відбулася через протистояння Василя Золотаренка з Сомком |                                              |
| Козелець — (Козелецька рада)                                        | 1662 16 (26) квітня                          |
| Гетьманом обрано Сомка, але цар не визнав результати ради           |                                              |
| Чигирин — (Чигиринська рада)                                        | 1663 1—2 (11—12) січня                       |
| Правобережним гетьманом обрано Павла Тетерю замість Хмельницького   |                                              |

Придушити своїх ворогів всередині держави Виговський не зміг, а оточення, що підтримувало його на початку, так само перейшло на сторону Хмельницького-молодшого. Тож гетьман був змушений скласти булаву на користь свого опонента. Пізніше відбулась старшинська рада неподалік Трахтемирова у Жердевій долині, на якій були розроблені так звані «Жердівські статті», які мали б поставити крапку у війні поміж Гетьманщиною та Московією, а також встановити мінімальну залежність гетьманату від царя. Однак, натомість під час Другої Переяславської ради між Юрієм Хмельницьким та князем Олексієм Трубецьким були підписані Переяславські статті, які значно звузили автономію козацької держави.
1660 року, під час походу на Волинь, московсько-козацькі війська зазнали поразки спочатку під Слободищем, а потім і під Чудновом. У результаті, 17 (27) жовтня 1660 року, Хмельницький підписав Слободищенський (Чуднівський) трактат з Річчю Посполитою, який, фактично, був урізаним варіантом Гадяцького договору Виговського. За цим документом скасовувалися Переяславські статті, а Гетьманщина ставала частиною Речі Посполитої. Така зовнішньополітична переорієнтація з Москви на Варшаву гетьмана, що була ще менш вигідною за договір Виговського, не була підтримана великою частиною лівобережної старшини, особливо на фоні великих втрат під Чудновом саме серед лівобережців. Серед противників нової угоди був Яким Сомко, дядько Юрія і сподвижник його батька. 15 (25) жовтня 1660 року він повернувся у рідний Переяслав і на полковій старшинській раді був обраним не лише полковником, а й наказним гетьманом (за іншими даними він був призначений універсалом гетьмана Юрія Хмельницького наказним гетьманом перед походом під Чуднів, восени 1660 року). Підтвердивши вірність раніше складеній присязі московському царю Олексію Михайловичу, Яким остаточно увійшов у конфронтацію зі своїм небожем Юрієм і з осені 1660 року почав збройну боротьбу з правобережним козацтвом на стороні яких виступали також коронне військо Речі Посполитої та кримський хан Мехмед IV Ґерай.
З кінця 1660 року на Лівобережжі розпочався процес підготовки елекції свого гетьмана. Головним претендентом на булаву став Яким Сомко (бо статус «наказного гетьмана» означав тимчасовість посади, навіть в межах лівого берега Дніпра). У травні 1661 року на Биковому полі неподалік Ніжина (нині це село Новий Биків) було зібрано козацьку раду. Однак, всупереч попереднім заявам прихильників Сомка про відсутність конкурентів, рада не обрала його гетьманом. Основною причиною було категоричне небажання ніжинців приймати когось гетьманом окрім власного полковника Василя Золотаренка. Врешті було вирішено, що елекцію необхідно відкласти та передати його на розсуд московського царя «кого він, великий государ, запросить у гетьмани».
Влітку-восени 1661 року, у Якима Сомка з'явився іще один конкурент — новообраний кошовий отаман під титулом «кошовий гетьман» Іван Брюховецький. Брюховецький був слугою в Богдана Хмельницького, а у перші роки Руїни він виконував дипломатичні доручення у Семигороді та Польщі, а потім вже поїхав на Запорожжя, виступаючи проти Виговського. Після обрання «кошовий гетьман» Брюховецький відразу ж поїхав у Москву на аудієнцію до Олексія Михайловича. А по поверненню в Україну Івану вдалось установити тісні контакти з місцевими московськими воєводами (зокрема, Ромодановським) та схилити на свій бік єпископа Мстиславського й Оршанського місцеблюстителя Київської митрополії Методія.
З появою ще однієї опозиції у вигляді запорожців під проводом Брюховецького Яким Сомко переконався в безперспективності допомоги з Москви в отриманні гетьманської булави. До того ж московські війська на місці поводили себе так, що доходило до вбивств українських жителів, а урядники не рахувалися з ним у питаннях призначення воєвод у міста. 27 березня (8 квітня) 1662 року єпископ Методій надіслав чолобитну царю, просячи призначити елекцію повноважного гетьмана й наполягав на участі Брюховецького. Побоюючись нового конкурента та прагнучи отримати у свої руки повноважне гетьманство, Сомко навесні зібрав раду в містечку Козелець Київського полку. Однак, її не було визнано царським урядом.

## Кандидати на гетьманську булаву
Власне основними претендентами на гетьманську булаву Лівобережжя Війська Запорозького станом на 1663 рік були:

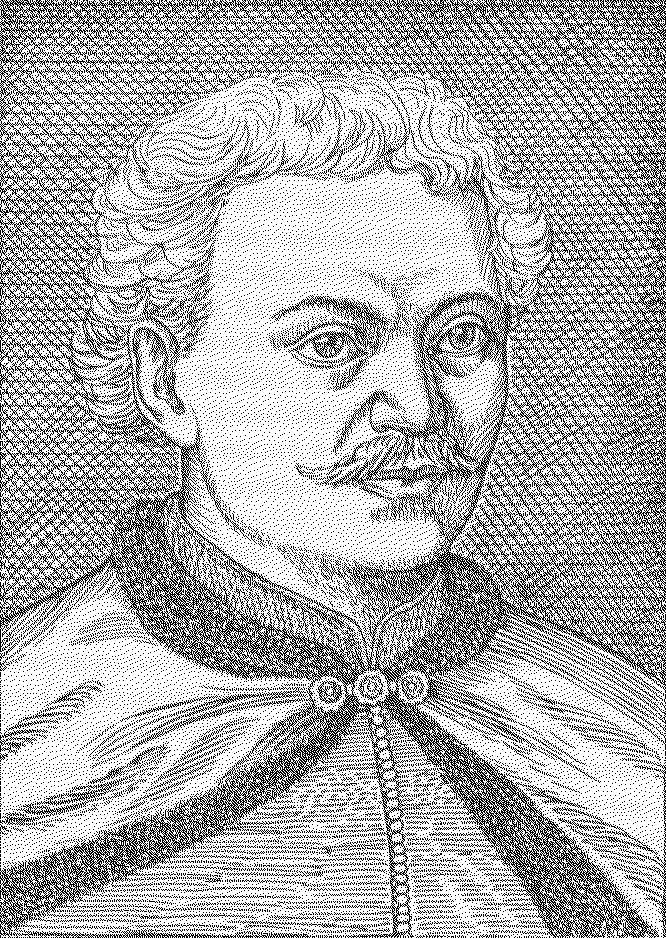
Яким Сомко

- Яким Сомко — наказний гетьман Війська Запорозького, колишній переяславський полковник. Шваґро Богдана Хмельницького (перша дружина Богдана, Ганна Сомко, була сестрою Якима) і відповідно родич правобережних гетьманів: дядько для Юрія Хмельницького та дядько дружини Павла Тетері.

Головною опорою Сомка в політиці була еліта Української козацької держави, козацька старшина, та інші заможні «статечні» козаки, такі ж самі як він. Сучасними істориками наказний гетьман трактується, як честолюбний і амбітний політик. У вирі громадянської війни він намагався втримати свій авторитет і становище в суспільстві. Історик Володимир Кривошея характеризує це як «спробу виправити ситуацію і взяти владу в свої руки». Бувши типовим представником і провідником свого суспільного стану, гетьман говорив про необхідність виділення козаків й чіткого відмежування його від посполитих (простолюду): «козаки окремо по своїх лієстрах переписані, а мужики собі переписані будуть…». Для придушення опозиції січовиків та, загалом, об'єднання Гетьманщини, на думку наказного гетьмана, необхідно було надіслати близько 20 тис. війська в основні правобережні міста: Чигирин, Корсунь, Умань, Канів, Білу Церкву та Брацлав, що мало б змусити польський уряд піти на укладення миру. Для протидії Кримського ханства він пропонував на Запорожжі побудувати містечка і послати туди 10 тис. московського війська з гарматами для оборони від татар. Таким чином зменшився б вплив Запорозького Коша на Півдні, а отже й опозиція низового козацтва до городового (на кшталт Барабаша, Сірка чи Брюховецького) не мала б такого такої сили.
- Василь Золотаренко — ніжинський полковник. Шваґро Богдана Хмельницького (третя дружина Богдана, Ганна Золотаренко, була сестрою Василя).

Кандидатури Сомка і Василя (Васюти) Золотаренка були дуже схожі. Позаяк і перший і другий мали схожі біографії: обоє були полковниками північних лівобережних полків, обоє були шваґрами та сподвижниками Хмельницького-старшого, обоє повстали проти Слободищенського трактату, підписаного Хмельницьким-молодшим з Річчю Посполитою. Політична складова «передвиборчої програми» Золотаренка простежується менш чітко ніж у Сомка та була набагато менше радикальною, зокрема, в плані оборони «козацьких вольностей» як в політичному, так і в господарському плані. Принципова різниця між Сомком і Золотаренком полягало в представництві територіально різних старшинських «кланів»: якщо для першого це були вихідці з Переяслава, то Васюта представляв вихідців з Ніжина.

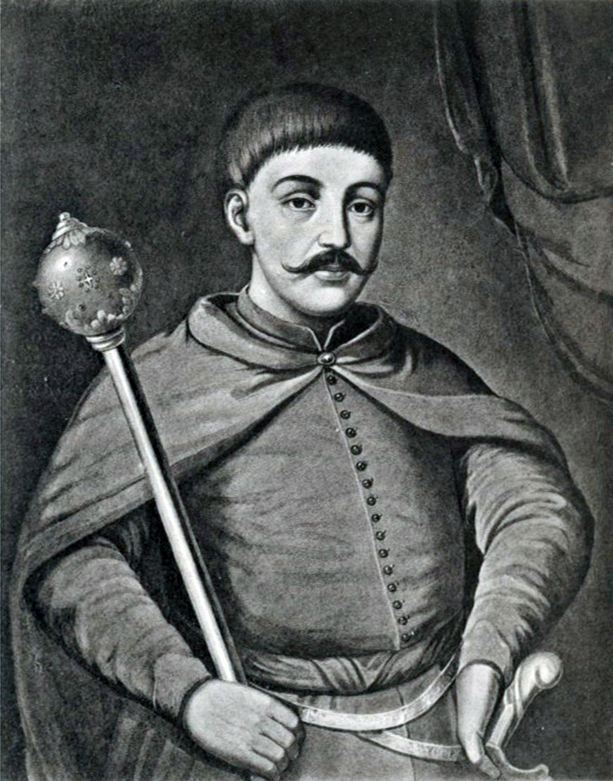
Іван Брюховецький

- Іван Брюховецький — «кошовий гетьман» Війська Запорозького Низового, в часи Богдана — його прислужник, пізніше — дипломат.

Іван (Ивашка) Брюховецький яскраво виділявся серед лівобережних претендентів на гетьманство Золотаренка та Сомка, які були типовими представниками «заможної старшини». Користуючись демагогічною та популістською риторикою він здобув велику підтримку серед широких мас населення: тогочасних дейнеків та покозачених селян, а також «деструктивних», на той час, запорожців. Він був проти зміцнення влади гетьмана та старшини, виступав за розширення прав міського самоврядування, а також посилення влади московських урядовців на теренах України, розширення царського контингенту та, загалом, скасування гетьманату, як державного інституту, замінивши його царським намісником.
Проти своїх конкурентів Брюховецький відразу ж почав зводити наклепи. Золотаренка він звинувачував у любові до грошей та наявності шляхетства, але основним об'єктом «передвиборчих нападів» став Сомко. У відповідь Золотаренко з Сомком звинувачували Брюховецького в тому, що той має «ляське» походження плекаючи таким чином антипольські настрої після Хмельниччини. Напередодні Чорної ради зусилля кошового дали позитивні результати як серед черні, так і серед московських урядовців. У Москві вважали саме «Ивашку» найкращим претендентом та спрямували свої зусилля на моральну, матеріальну та військову підтримку.

## Події ради

### Напередодні
Чим ближче наближалась «чорна рада» (козацька рада за участі рядового козацтва, черні), тим більше старшини опинялися у безвихідній ситуації. Справді, конфлікт між Брюховецьким, Сомком і Золотаренком не завершився спробою Якима обратися у Козельці, а тільки пожвавився. Опоненти продовжували зводити одне на одного наклепи. Дії єпископа Методія, що підтримував то Брюховецького, то Васюту, а також воєводи Григорія Ромодановського, з яким зблизився кошовий, непокоїли Сомка. У своїх листах до царя наказний гетьман просив, щоб той оборонив його від конкурентів. Згодом він скаржився, що на Лівобережжі є три гетьмани, прохав царя звільнити його від гетьманства і дати охоронну грамоту «щоб на нього та на маєток його наступати не сміли та жодних образ не робили», скаржився на Ромодановського і категорично відкидав участь запорозьких козаків: «Мефодій та Васюта відмовляються від ради відсутністю запорожців; але в нас завжди, за стародавніми правами, гетьманів обирали в містах без запорожців, бо Військо Запорізьке одне, ті що виходять із Запоріжжя повинні по своїх полках розходитися», а також єпископа: «…від віку не було, щоб єпископу гетьмана обирати». Брюховецький звинувачував Сомка у зраді через спілкування останнього з «правобережцями» що було не безґрунтовно, адже окрім чолобитних московському самодержавцю Сомко вступив у переговори з наступником Юрія Хмельницького, Павлом Тетерею. Методій, підтримуючи кошового отамана, переконував царя, що Хмельницький — племінник Сомка, а Тетеря — чоловік його племінниці, тож як тільки Сомко одержить повноважне гетьманство, то відразу ж зрадить царя на користь своєї сім'ї. Однак, змова між гетьманами обох берегів Дніпра, якщо й існувала, не була реалізована.
За таких умов у березні 1663 року царський уряд дав згоду на скликання у червні елекційної ради на Лівобережжі та відправив для її проведення свого представника, окольничого князя Данила Велико-Гагіна. Ідея скликати повну (чорну) раду належана саме Москві, а Велико-Гагін отримав, наказ від царя Олексія Михайловича про обрання на гетьманство саме Брюховецького, а не когось іншого. Відомо, що князь мав достатньо велику суму для підкупів місцевої української еліти, зокрема єпископ Методій отримав від нього 300 рублів «на бідність». Тож через очевидне бажання в Москві бачити гетьманом саме лояльного представника старшини, враховуючи настрої суспільства, результати елекції були заздалегідь встановлені.
Брюховецький з кількома сотнями прибув із Січі до Гадяча, порозумівшись з воєводою Ромодановським, який доручив йому володіти Україною до Ромен. Туди ж приїхав і Методій, знаючи, що Москва поставила на кошового. З іншої сторони Золотаренко, примирився з Сомком та погодився на обрання останнього повноважним гетьманом. Натомість серед простолюду Брюховецький мав набагато більше підтримки ніж заможні полковники. Так, за свідченням драгунського капітана М. Мостікова, «…чернь в розмовах говорить, що їм милий гетьман Брюховецький, тому що він людина смирна та не горда. А Сомко і полковники люди горді і їм чинять утиски, а самі збагатилися». На заклик Брюховецького направитися до Ніжина на раду, за свідченнями Самовидця:
|  | …живо рушили з домів не тілько козацтво, але усе поспільство купами, а не полками |

### 27—28 червня
Нарешті, 17 (27) червня 1663 року під Ніжином зібралася «Чорна рада».
Перший день почався з великої бійки між «сомківцями» та прихильниками Брюховецького із застосуванням холодної та вогнепальної зброї. За свідченням самого Велико-Гагіна, його солдати під командою майора Страсбуха закидали натовп козаків ручними гранатами та завдяки цьому навели порядок. Ці гранати були застосовані саме проти «сомківців», позаяк саме вони були вимушені відступити. Фактично саме втручання московських військ вирішило результат ради. Рятуючись у вирі бійки Сомко врятувався у наметі московського князя тож обрання гетьмана було перенесено на наступний день.
Вночі запорожці активно агітували за свого кошового, тож до ранку прихильників останнього серед рядового козацтва виявилося набагато більше. На наступний день гетьманом Лівобережжя безперешкодно було обрано Брюховецького.
Рада завершилася погромом козацької старшини, яка підтримувала Сомка. Кілька днів у Ніжині та його околицях бідні люди грабували й убивали старшину. Літописець Григорій Граб'янка писав: «…у ті дні не один заможний чоловік покинув свою домівку і страху ради ховався де міг, а всі інші жителі, по містах і селах перебуваючи між смертю і життям, кожен думав, до чого приведе оця ненаситна жадоба крові та коли цьому лиху настане кінець». Сомко і Золотаренко знайшли притулок у московському таборі, де знаходилися дві доби.

## Наслідки
Інших претендентів на гетьманську булаву чекала розправа. 20 (30) червня їх відправили у Ніжин під арешт. Окрім Сомка та Золотаренка, присутніх на раді було заарештовано: полковників чернігівського Оникія Силича, лубенського Степана Шамлицького, переяславського Опанаса Щуровського, київського Семена Третяка, іркліївського Матяша Папкевича, прилуцького Дмитра Чернявського; писарів Сомка Михайла Вуяхевича і Хому Тризну, а також ряд старшин полкового та сотенного рівня.
У Переяславі місцевий царський воєвода Василь Волконський наказав заарештувати соратників наказного гетьмана: осавула Пригара та суддю Гладкого, а також дружину Якима, Ірину, та дітей. У Москві подальша доля Сомка була цілком зрозумілою. Спочатку звідти надійшло розпорядження про опис й арешт майна Сомка і його братчиків, а 8 (18) вересня надійшла грамота на ім'я стольника Кирила Хлопова з наказом «…гетьману Брюховецькому говорити таємним чином, щоб вони Сомка з товаришами судили за військовими правилами, не очікуючи, щоб ту справу до виконання привести відразу…, щоб у Війську Запорозькому ніяких сум'ять не вчинилося».
На суді проти Сомка було висунуто всі звинувачення, що розповсюджував і Іван Брюховецький і Методій останні роки. Головним доказом «зради Сомка» (що істориками трактується як надумана[джерело?]) стало зберігання останнім тексту Гадяцького договору 1658 року, підписаного Іваном Виговським. За вироком суду, наказом Брюховецького і за згодою царя Олексія Михайловича до смертної кари було засуджено близько восьми представників старшини, серед яких були як Золотаренко, так і Сомко. Страта відбулась 18 (28) вересня 1663 року у місті Борзна Ніжинського полку. Ще більша частина старшини була відправлена у Москву, а звідти на заслання у Сибір.
Головний удар прийняла старшина двох полків: Переяславського та Ніжинського, які були вотчинами відповідно Сомка та Золотаренка. Лівобережжя Української козацької держави втратило велику кількість державних діячів і полководців, семеро з яких були полковниками. Старшина, втративши частину своїх провідників зайняла позицію вичікування. Клан «Хмельницьких — Сомків — Золотаренків» зазнав невиправних втрат. Іван Брюховецький був вбитий козаками через п'ять років, у літописі Граб'янки цей епізод супроводжується короткою мораллю про невідворотність Божої відплати:
|  | …егоже таможде чернь без всякаго пощадіния боєм умертви. Так Бог отмстил на Брюховецкому неповинную кров Сомкову и протчи их… |

### Репресована старшина
Страчені:
- наказний гетьман Яким Сомко;
- полковники:
  - ніжинський Василь Золотаренко;
  - чернігівський Оникій Силич;
  - лубенський Степан Шамлицький;
  - переяславський Опанас Щуровський;
- полковий ніжинський осавул Павло Килдій;
- секретарі наказного гетьмана: Кирило Ширай[34][36] й А. Семенов.[35]

На заслання у Сибір потрапили:
- генеральний писар Михайло Вуяхевич;
- полковники:
  - київський Семен Третяк;
  - іркліївський Матяш Папкевич;
  - прилуцький Дмитро Чернявський;
- осавули полкові: переяславський Семен Кульженко[34] і київський Анако[38];
- осавул Леонтій Бут;
- полковий писар Хома Тризна та переяславський гродський писар Самійло Радич;
- сотники: Іван Воробей і Прокіп Кульженко.[34]

## Оцінки
На думку історика Віктора Горобця «Показова поступливість і не раз задекларована лояльність І. Брюховецького цареві забезпечили йому всебічну підтримку з боку царської влади, а демагогічні обіцянки соціального реваншу привернули на його бік рядове козацтво, міщанство і селянство, а особливо — різні декласовані верстви населення.»

## У мистецтві
Події, що відбулися під Ніжином 1663 року стали темою першого українського історичного роману «Чорна рада. Хроніка 1663 року», написаного Пантелеймоном Кулішем. Існує також однойменна екранізація на телебаченні. Роль Івана Брюховецького в ньому зіграв Богдан Ступка, а Якима Сомка — Олександр Бондаренко.

## Додаткова література
Монографії
- Горобець Віктор. Гетьман Брюховецький. Життя у славі, владі та ганьбі. — К. : Парламентське вид-во, 2019. — 432 с. — (Політичні портрети)
- Горобець Віктор. «Чорна рада» 1663 року. Передумови, результати, наслідки. — К. : Інститут історії України НАН України, 2013. — 200 с. — ISBN 978-966-02-6884-5.

Статті
- Востоковъ А.[ru]. Нѣжинская рада 1663 г. // Кіевская старина. — 1888. — Вип. 5. — С. 125—139.
- Газін В. В. Український гетьманат наприкінці 50-х – в першій половині 60-х рр. XVII ст. Боротьба навколо питання про суть та прерогативи гетьманської влади // Наукові праці Кам’янець-Подільського державного університету. Історичні науки / ред. кол.: В. А. Смолій (відп. ред.), Л. В. Баженов, І. С. Винокур та ін.. — 2004. — Вип. 13. — С. 49—61.
- Газін В. В. Чорна рада 1663 р.: новітні політтехнології в історії ранньомодерної України // Збірник наукових праць «Політологічні студії» / ред. кол.: В. В. Нечитайло (відп. ред.), В. А. Войналович, С. Г. Вонсович та ін.. — 2011. — Вип. 2. — С. 82—90.
- Крижанівський В. М. Кулішівський образ Якима Сомка у "Чорній раді": історіографічне та джерелознавче підґрунтя // Література та культура Полісся / відп. ред. і упоряд. Г. В. Самойленко. — 2015. — Вип. 80. — С. 37—44. — (Філологічні науки).
- Приліпко І. Л. Духовенство в романі П. Куліша "Чорна рада" // Літературознавчі студії. — 2020. — Вип. 59. — С. 153—167.